# روبرت آسك
روبرت آسك (1500 - 12 يوليو 1537) محامي إنجليزي قاد حركة تمرد مهاجري الرحمة في يورك عام 1536، وأعدم بأمر الملك هنري الثامن ملك إنجلترا بتهمة الخيانة عام 1537.

## سيرته
روبرت آسك هو الابن الأصغر للسير روبرت آسك من أوغتون بالقرب من يوركشاير، وتربطه صلة قرابة بالملكة جين سيمور.
عمل آسك كمحام، وعارض إصلاحات هنري الدينية، وخاصة حل الأديرة. وعندما بدأ التمرد في يورك ضد الملك هنري الثامن، غادر آسك لندن إلى يوركشاير. ورغم أنه لم يشارك في التمرد من البداية، إلا أنه قاد حركة مهاجري الرحمة. ومع الوقت، إنضمت معظم يوركشاير وأجزاء من نورثمبرلاند ودورهام وكمبرلاند وويستمورلاند إلى المتمردين.
وفي 13 نوفمبر 1536، تفاوض آسك مع ممثلي الملك وحصل على وعد بمقابلة الملك لتقديم مطالب المتمردين في لندن.
وما أن عاد إلى الشمال، تجدد القتال. تسبب تجدد القتال في دفع هنري لتغيير رأيه، فأمر باعتقال آسك وإرساله إلى برج لندن. حوكم آسك بتهمة الخيانة العظمى في قصر وستمنستر، واقتيد إلى يورك حيث أعدم شنقًا في يوليو 1537.

## في الدراما
لعب شون بين دور آسك في المسلسل التلفزيوني هنري الثامن، والتي أظهرته على العكس من الحقيقة، كقائد سابق في جيش هنري الثامن. كما لعب جيرارد ماكسورلي دور آسك في الموسم الثالث من مسلسل أسرة تيودور. عمر ماكسورلي وقت تصوير المسلسل كان أكبر من عمر آسك عند وفاته بعشرين عامًا، كما صور المسلسل أن آسك توفي عن أسرة صغيرة، بينما في الواقع لم يكن آسك قد تزوج عند وفاته.

## وصلات خارجية
- Robert Aske I and II